# サンシー事件
サンシー事件（サンシーじけん）は、1879（明治12）年の廃藩置県に際し、旧藩吏を中心としたはげしい反対のなか宮古で起こった私刑・殺人事件。警視派出所の通訳であった下地利社が群衆により殺害され、洞穴に遺棄された。元士族の下地は、日本には従わないと血判盟約書に署名しながら政府に協力したためサンシー（賛成）と呼ばれ、これが事件の名に転じた。
事件発生を受けて明治政府が、琉球処分後の旧琉球王国支配階級を懐柔するため、旧慣温存政策をとらざるを得なくなった原因の一つとも言われている。

## 概要

### 琉球処分と宮古
1879年（明治12年）4月、明治政府は琉球藩を廃止し、沖縄県を設置した。琉球藩の離島統治は、本島士族で構成される「在番」が、現地士族で構成される「蔵元」を監督する形で行われていたが、このうち在番役人については免職が決定され、4月中旬、石川警部以下10余人が派遣され、宮古在番役仲村朝諒以下の在番諸役人に、沖縄県知事名で免官辞令を交付した。旧在番所は警官派出所となった。頭以下の蔵元役人は現職のままとする方針であったが、出勤するものはいなかった。

### 政府への非協力血判署名
蔵元役人、下地頭（＝下地大首里大屋子）奥平昌綱の供述によれば、1890年（明治23年）旧4月、旧藩残務処理のため、在番、蔵元幹部が旧在番役仲村朝諒の自宅へ集合した。その席上『是非とも藩政に挽回致したき趣意を以て砂川良祥両人にて主となり、相議したるに、』異議なく可決され、誓文が作成された。砂川良祥とは平良頭であり、すなわち宮古在地士族の首位であるが、高齢で耳も聞こえないため、以後、下地頭・奥平昌綱が主導して事が進められた。作成された誓文は、段階的に下位の役人にも回覧され、『各村旧与人目差等に於て至極同意に付、日を期し、各村士民へ遺漏なく血判致さす可く旨届出』末端の行政責任者（現在の村長に同じ）である「与人」の同意、発案によって、遂に各村士族・平民に漏れなく血判させる事が決定された。月日不覚、権現堂に参集し、砂川良祥を除く全員が揃って血判した（砂川のみ高齢のため、後日自宅で血判）。
東京日々新聞によれば誓文は以下の通り。
奥平は、以上の誓文は宮古で作成されたとしているが、東京日々新聞は『この誓文は旧藩庁の公事衆と云えるものより、首里大屋子らをもて廻し越せるものなりと』との噂を紹介している。

### 下地の仕官と事件発生まで
下地の下級士族であった下地仁屋利社（しもじにーやりしゃ）は、脅迫に屈して盟約には参加したものの、家族扶養のため派出所に小使として就職した。
蔵元幹部は当初より下地が派出所で働いていることを把握していたが黙認していた。しかし、平民アサキなるものの通報を受けて、血盟盟主としての体面を守るため、下地の家族3人（両親・弟）全員を、盟約通り流刑（伊良部島）処分とした。
これを受けて警官は直ちに蔵元幹部である佐和田与人を呼出して、伊良部島から下地の家族を呼び戻させた。警官は家族を事情聴取し、その残酷さに驚き、再び佐和田を呼出して責任者を連れてくるよう命じ、7月21日、7名が出頭した。しかし警官は出頭者に対して告諭のみで済ませた。
しかしこの時、外ではニヤが2名の不審者を捕えていた。『派出所の門外に両人の土人がたたづみて、手に礫を持ち、中を窺ふ様子なるを、小使の太郎と下地ニヤは、早くも害心ある曲者と見咎めて、不意に立掛りて打倒し、縛り上げたるが、隙を伺いて、其夜のうちに逃げ失せたり。』
翌22日午後1時頃、ニヤは通訳の大城と、藍屋川（井戸の名）へ水汲みに行った。そこに3人の女がおり、昨日のニヤの捕物について話していた。そのうちの1人は在番役人金城松（平民だが、親雲上号を持つれっきとした役人。本籍は首里当蔵村）の妻、金城トガであったが、彼女が言うには「夫も是も皆、アノ下地ニヤが所為なり。さすがに大和人は役所の門外を歩く者までを捕まえねど、奴は家族を流刑にされた事を恨んで、有る事無き事を役人に告げ、勝手に縛りて連れて往くと云えり。今朝村の衆が話していたことだが、斯様の奴を活かし置きては、後来我々の為に、何程の仇をなすかも知れねば、疾く撲殺して退る外に仕方がなし」これを聞いてニヤは激高し、女の髪の毛を掴んで、派出所の近くまで引きずっていったが、そこで同僚の小使太郎、一般市民3名が仲裁に入り、「この婦人は金城親雲上の内室なれば、身貴の人といい、女子のことゆえ、聊かの過ちは免じたまえ」などと詫びたので、ニヤも解放した。しかし女は感謝するどころか「今にこの仇は復してやるぞよ」などと捨て台詞を吐いて逃走した。
この日、西里、仲里、東仲宗根の各村では、金城トガが言ったとおりの気運であったところに、金城親雲上が村々を駆け回り「ただ今、我らが妻のトガを、例の下地めが役所へ引ずりてこれこれの恥辱に遇わせたり、一度ならず二度ならず、島の為に害をなす奴なれば、是から懲らしめに往くぞ、同意のものは我につづけ」などと暴動を煽った。金城親雲上は暴徒を先導して、派出所へと向かった。
奥平の供述によれば、金城松の妻の一件について、洲鎌与人大宜味筑登之、伊良部島目差津嘉山仁屋から報告を受け、『不問に差置きては全島士民の取締ひ出来兼ることに付』下地ニヤを捕縛せんとして、小使4名を各村に派遣して人数を集めようしたところ、まだ返事が来ないうちに、勝手に集まって騒ぎ出すのが観測された。そのため『下地仁屋儀は当役場へ引連れ可参迄の筈故、途中に於て打殺しては相成らざる旨』命令すべく、改めて脇筆者大宜味仁屋、下里村旧加勢勝連仁屋を派遣し、奥平本人は旧在番役仲村朝諒の自宅に向かった。
22日、午後3時頃、金城親雲上率いる暴徒が派出所を包囲した。金城親雲上はまず派出所裏門から勝手口に向かい、「下地ニヤは居るか、先刻我らが妻を打擲したる義に着き、直に面談すべきことあり、門前まで出でよ」と呼ばわった。しかし反応はなく、むしろ他の小使が外回りの警官を呼ぶために走り去るのが見られた。そこで急いで表にまわり、暴徒とともに正面から押し入り、小使部屋に隠れていた下地ニヤを捕えて誘拐した。
派出所詰めの警官は暴徒の数を見て、下手に刺激した方がむしろ危険、「殊に下地を連れ往きたりとも、生命に及ぶまでの事はあるまじ」と思い、誘拐を黙過する一方、急ぎ仲村朝諒にニヤの身柄確保を要請したが、夕方頃、死亡の報告がきた。
奥平の供述によれば、仲村宅に向かう途中で仲村本人と在番筆者伊集親雲上に会い、一緒に歩いていたところ、先に派遣した勝連仁屋に出会い、『さきに申遣はしたる云々、集合ある（ニサイ）共へ未だ達せざる中、前条五ヶ村の（ニサイ）共凡千二百人計相集り、既に下地仁屋なる者を警視派出所より引出し、途中に於て乱打に及び候内、東仲宗根村、氏不知、畩（人名。ケサ）が、最後の殴打に因て、遂に失命致させ候趣き』を報告されたので、その旨派出所に通報したという。

### 事件の処理
翌23日明け方、県内各島を巡回中であった警部安楽権中を乗せた汽船が、ちょうど漲水港に入港した。報せを受けた派出警官は港に急行し、談合の上、安楽警部は直ちに引き返し、25日に那覇着、宮古の異状を伝えた。沖縄県警察部の園田安賢二等警視補は、3名の警部と巡査45人とともに8月2日に那覇を発ち、3日に宮古島着。園田警視補の「控」によれば、在番所近傍の山上に暴徒が群集しており、上陸を妨害されるおそれがあったが、速やかに上陸したところ何事も無かったという。
取調べが進む中で、旧藩役人は、現場にいたが暴行には一切関係しなかった下地ニヤなる下級士族に、家族の扶持と引き換えに実行犯の罪を着せようと企んだが、拘束中に、約束履行を危ぶんだニヤが真相を自白して失敗した。また、8月21日には在番役人の一人、真栄平親雲上が自殺した。
結果的に、以下の13名は容疑者として那覇に護送された。村吉仁屋（下里村士族、殺害下手人）。ケサ（東仲宗根村平民、殺害下手人）。下地親雲上奥平昌綱（下里村士族）。垣花親雲上恵隆（東仲宗根村士族）。与那原親雲上恵康（下里村士族）。亀川親雲上恵備（下里村士族）。伊集親雲上（首里鳥小掘村士族）。仲村親雲上朝諒（首里寒水川村士族）。池村親雲上（下里村士族）。砂川親雲上（東仲宗根村士族）。金城筑親雲上マツ（首里当蔵村平民）。与那原里ノ子親雲上（首里儀保村士族）。野里親雲上（当蔵村士族）。
このうち、刑が確定したのが以下である。奥平昌綱:懲役5年（後、態度良好により4年に減刑）。与那原恵康:3年。亀川恵備:3年。垣花恵隆:1年。計佐:5年。村吉仁屋:3年
以後、県は県民、とくに支配層に懐柔策をとるようになった。これは、人頭税などの悪しき旧慣を温存し、沖縄の近代化を遅らせることにもつながった。
下地の亡骸は、派出所警官が縦穴から引き上げ、県が嘆願して政府から下賜された埋葬料25円、遺族扶助料90円をもって那覇の護国寺に改葬された。さらに1921年（大正10年）、弟である下地利及は、移送して宮古島の一族の墓に再葬し、生家脇に事件を記した墓碑を立てた。周辺の者が事件の詳細を尋ねてきたが、彼はただ泣くだけで何も答えなかったという。
墓碑は戦災にも耐え、宮古島市西仲宗根の地に市指定史跡として現在も残っている。